# Dorfkirche Lugau

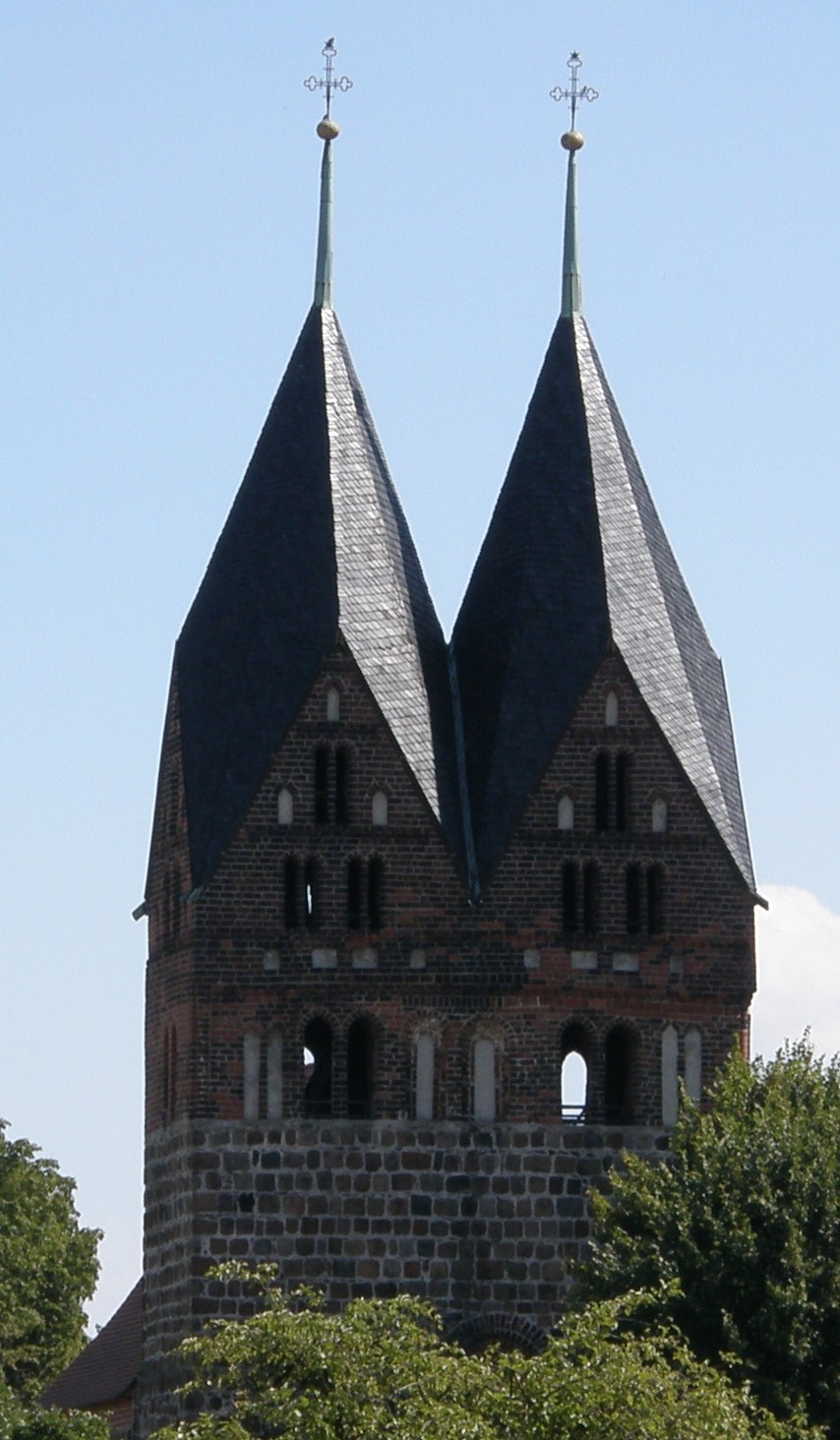
Dorfkirche Lugau

Die evangelische Dorfkirche Lugau ist eine romanische Feldsteinkirche im Ortsteil Lugau von Doberlug-Kirchhain im Landkreis Elbe-Elster in Brandenburg. Sie gehört zum Pfarrsprengel Klosterkirchengemeinden Doberlug im Evangelischen Kirchenkreis Niederlausitz der Evangelischen Kirche Berlin-Brandenburg-schlesische Oberlausitz, prägt mit ihrem Zwillingsturmabschluss das Ortsbild und kann nach Vereinbarung besichtigt werden.

## Geschichte und Architektur
Die Kirche ist ein Saalbau aus Feldsteinquadern aus der Mitte des 13. Jahrhunderts mit eingezogenem Rechteckchor und stattlichem Westquerturm. An der Nordseite des Chors ist eine im Kern mittelalterliche, barock veränderte, tonnengewölbte Sakristei angebaut, im Süden eine Fachwerkvorhalle vom Anfang des 18. Jahrhunderts. Eine Restaurierung erfolgte im Jahr 1993. Außergewöhnlich ist die Gestaltung des Turmmassivs. Der nicht im Mauerverband stehende und vor dem Schiff erbaute Feldsteinturm ist bis auf eine Kreisblende mit gestuftem Backsteingewände ungegliedert. Das Westportal stammt von 1905. Vermutlich wurde kurz nach Fertigstellung von Schiff und Chor der Turm in Backstein um das von eingebundenen Ecksäulchen eingefasste Glockengeschoss und den einprägsamen Zwillingsturm erhöht, dessen Giebel durch Sägefriese geschossartig unterteilt ist. Der angestrebte Eindruck einer Doppelturmfront, die sonst in der Region nur in der Dorfkirche Martinskirchen realisiert ist, wird durch die an der Mittelachse der beiden Turmspitzen orientierte Anordnung von schmalen paarigen Schallluken und steilen Blenden betont.
Das Schiff und der Chor sind schlichter ausgeführt. An der Südseite sind zwei spitzbogige Stufenportale angeordnet: das Portal im Schiff mit plastischer Flachschicht und Scheitelkreuz und das Chorportal in der Fachwerkvorhalle mit historischen Türbeschlägen. Sämtliche Fensteröffnungen wurden in den Jahren 1905/1906 stichbogig vergrößert und der Chorgiebel in Backstein erneuert. Innen ist der Chor durch einen spitzbogigen Triumphbogen angeschlossen. Eine dreiseitige Empore, im Westen stichbogig vortretend, wurde nach Inschriften 1576 und 1631 eingebaut. An der flachen Holzdecke und an der Empore sind neubarocke Rankenmalereien aus der Zeit um 1905 angebracht.

## Ausstattung
Auf dem Blockaltar des 13. Jahrhunderts steht ein barocker Altaraufsatz mit gedrehten Säulen, der 1712 von Chr. Zimmermann aus Luckau geschaffen wurde. Mehrere Gemälde mit den Darstellungen von Abendmahl, Kreuzigung mit kniendem Stifter im Hauptfeld und der Grablegung sind übereinander angeordnet. Auf dem Gebälk sind seitlich Putten angebracht. Die bekrönende Figur des triumphierenden Christus ist gesondert deponiert.
Die Kanzel aus der ersten Hälfte des 17. Jahrhunderts zeigt am polygonalen Korb zwischen Ecksäulchen die gemalten Evangelisten in diamantierten Nischen.
Der Taufstein ist ein Werk aus dem 15. Jahrhundert und ist achteckig auf kurzem Säulenfuß ausgebildet; am oberen Rand der Kuppa ist eine Minuskelinschrift zu sehen.
Ein spätgotisches Sakramentshaus aus Holz in Pfeilerform mit spitzbogiger Tür und einem Verschluss aus breiten Eisenbändern ist ebenfalls erhalten.
An der südlichen Außenwand erinnert ein Grabmal an Christian G. Eichhorn († 1803), in der Lünette sind Kreuz, Kelch und Palme angeordnet.
Die Orgel ist ein Werk von Gustav Heinze aus dem Jahr 1913 mit zehn Registern auf zwei Manualen und Pedal. Der Prospekt ist mit barocken Ornamentresten verziert.
Drei mittelalterliche Glocken aus dem 13. und 14. Jahrhundert bilden das Geläut.